# Herminia (iconographie)
 (juin 2025).
Si vous disposez d'ouvrages ou d'articles de référence ou si vous connaissez des sites web de qualité traitant du thème abordé ici, merci de compléter l'article en donnant les références utiles à sa vérifiabilité et en les liant à la section « Notes et références ».
Une herminia (gr. Ἑρμηνεία — interprétation, herméneutique) est un guide de la peinture d'icône. Ce type d'ouvrage peut être considéré comme un podlinnik particulier du fait qu'il comprend, outre les règles habituelles contenues dans ces derniers, des règles plus techniques et une partie dédiée à la Théologie de l'icône. 
La plus connue est l'hermenia grecque de Denys de Fourna (ou Dionisius Fournoagrophiota) qui date du début du  XVIIIe siècle.
C'est l'archéologue français Adolphe Napoléon Didron qui découvre le manuscrit de cette "Herminia" en grec, en 1839, chez les peintres d'icônes du mont Athos, le traduit et le publie en 1844. L'historien allemand Godehard Schäfer traduit la version grecque en allemand en 1865. Cette découverte est considérée comme une révolution, comme en témoigne en particulier la lettre de félicitations écrite par Victor Hugo qui s'est vu dédier la traduction en français indiquée en tête de l'ouvrage de Didron. C'est en 1868 que l'évêque Porphyrius Uspensky traduit cette Herminia en russe.
Adolphe Napoléon Didron était fort critique par rapport à l'attitude de l'Église d'Orient vis-à-vis de l'art religieux. Il considérait que les artistes d'icônes perdaient toute liberté de création et devenaient les esclaves des théologiens.

## Crédit de traduction
- (ru) Cet article est partiellement ou en totalité issu de l’article de Wikipédia en russe intitulé « Ерминия (иконопись) » (voir la liste des auteurs).